# Maccabi Tel Aviv
El Maccabi de Tel Aviv Sport Club (en hebreo: מכבי תל אביב‎) es una sociedad polideportiva de Tel Aviv, Israel. Dispone de secciones en diferentes deportes, entre las que destacan las de baloncesto, fútbol, balonmano y voleibol. El club también cuenta con equipos de judo, natación y otras disciplinas.

## Sección de baloncesto
El Maccabi de Tel Aviv Basket Club, patrocinado desde 1969 por la marca Elite, es el conjunto más laureado del baloncesto israelí y uno de los más prestigiosos de Asia, aunque participa en la competición europea.
El Maccabi baloncesto fue fundado a mediados de los años 30. Desde entonces ha sido el dominador absoluto del baloncesto de su país al ganar 45 títulos de Liga y 35 de Copa. Pero el gran prestigio del Maccabi se debe, sin embargo, a sus participaciones en las competiciones internacionales. Los macabeos han ganado 6 de las 15 finales de la Copa de Europa/Euroliga que han disputado. También conquistaron la Copa Intercontinental en una ocasión.
Este conjunto de Tel Aviv es el equipo de la FIBA que en más ocasiones se ha enfrentado a franquicias de la NBA al haber disputado 11 partidos; venció en cuatro de ellos. En 1978, derrotó a los Washington Bullets; en 1984, a los New Jersey Nets y a los Phoenix Suns, y, en 2005, a los Toronto Raptors en su propio pabellón. De esta forma, el Maccabi se convirtió en el primer conjunto de la FIBA que derrotó a uno de la NBA en su propia cancha.
En él, han militado grandes jugadores como el pivot croata Nikola Vujcic, Marcus Fizer, Will Bynum, etc.
Artículo principal - Maccabi Tel Aviv (baloncesto)
Club de baloncesto Maccabi Tel Aviv es el club cuenta con los mejores logros en el deporte y uno de los principales clubes de baloncesto en Israel y Europa. Grupo de alto nivel del club de los 51 campeonatos israelíes, 41 tazas y seis Copas de Europa. Desde 1970, el equipo ganó todos los campeonatos de Israel, excepto que en 1993, 2008, 2010 y -2013. También Maccabi Tel Aviv es el único equipo de Europa que ganó el club de la NBA en suelo estadounidense, y ella y Olympiacos son dos grupos de unidades desde principios de los 90 que ganaron dos Copas de Europa consecutivas.
El entrenador es Guy Goodes, y su asistente es finlandés Gershon. Los propietarios son Shimon Mizrahi, David Federman, y la familia Recanati. El grupo fue sede de los juegos Yad Eliyahu Sports Palace, ubicado en Tel Aviv.
El 3 de agosto de 2008, el club Maccabi confirmó la adquisición de los servicios del estelar armador puertorriqueno Carlos Arroyo en un contrato de 2.5 millones de dólares por un año, con dos opciones adicionales.

## Sección de fútbol
La sección de Fútbol, el Maccabi de Tel Aviv F.C., es uno de los equipo más importantes del país al haber logrado 18 Ligas, 15 Copas y 2 Copas de Asia. En siete ocasiones, el Maccabi logró hacer el doblete, es decir, ganar la Liga y la Copa en una misma temporada.